# بورآزین
بورآزین (به انگلیسی: Borazine) با فرمول شیمیایی B۳H۶N۳ یک ترکیب شیمیایی با شناسه پاب‌کم ۱۳۸۷۶۸ است. که جرم مولی آن 80.50 g/mol می‌باشد. شکل ظاهری این ترکیب، مایع بی‌رنگ است.